# 九州文学
『九州文学』（きゅうしゅうぶんがく）は、日本の地方文芸雑誌。第1期は1937年（昭和13年）8月創刊。2021年（令和3年）現在は第8期が刊行されており、発行形態は年4回の季刊誌。発行団体は九州文学同人会。代表者は、中村弘行。編集発行所は、福岡県久留米市に所在している。

## 起源
『九州文学』の前史は、ドイツ文学者の秋山六郎兵衛が1936年（昭和11年）10月、旧制福岡高等学校の同僚である浦瀬白雨・大塚幸男等と創刊した文芸同人誌「九州文壇」まで遡ることができる。1937年（昭和12年）8月、「九州文壇」を廃刊し、『九州文学』（第1期）を創刊。1938年（昭和13年）9月、『九州文学』は、福岡県北九州地方を中心に活動する火野葦平、劉寒吉、岩下俊作、原田種夫らによって「九州芸術」「文学会議」「とらんしつと」等と合同、『九州文学』（第2期）となる。通常、『九州文学』といった場合には、この第2期を指すことが多い。

## 芥川賞・直木賞候補作を多数輩出
元々、福岡県の同人誌、地方文芸誌としてスタートした『九州文学』だが、特筆すべきはその掲載作品や執筆陣から、多数の芥川賞及び直木賞候補者と受賞者（火野葦平、後述）を輩出したことが挙げられる。
創刊時メンバーの中心人物である火野葦平は、『九州文学』第2期参加直前の1937年（昭和12年）日中戦争に応召し、出征前に書いた『糞尿譚』が翌年に第6回芥川賞を受賞したことを陣中で知る（戦地で行なわれた授賞式には日本から小林秀雄がおもむいた）。
同じく岩下俊作も、代表作となる『富島松五郎伝』(「九州文学」1939年10月号。「オール讀物」1940年6月号に転載)で、1939年下半期・第10回直木賞候補、翌1940年上半期・第11回直木賞文藝春秋社内候補に挙げられる。さらに、「辰次と由松」で同年下半期・第12回直木賞候補、「西域記」（「九州文学」1940年9月号 - 1946年9月号に連載）で連載途中の1943年上半期・第17回直木賞候補となった。
劉寒吉は、1939年（昭和14年）『九州文学』に発表した「人間競争」で、第11回芥川賞予選候補。1943年（昭和18年）「翁」を『九州文学』5月号に発表、第17回芥川賞候補。同年「十時大尉」を『文芸読物』10月号に発表、第18回直木賞候補。1944年（昭和19年）の「古戦場」で第19回芥川賞予選候補となっている。1955年（昭和30年）「風雪」を『九州文学』3月号、4月号に発表、第33回直木賞候補作となる。
原田種夫も岩下・劉とほぼ同時期、1939年（昭和14年）「風塵」で第10回芥川賞予選候補、1943年（昭和18年）「家系」で第18回直木賞候補にノミネートされた後、1953年（昭和28年）「南蛮絵師」で第30回直木賞候補、翌1954年（昭和29年）「竹槍騒動異聞」で第32回直木賞候補になる。

## 「まぼろしの邪馬台国」連載と出版
1965年（昭和40年）より、宮崎康平の「まぼろしの邪馬台国」が『九州文学』に連載開始され、1967年（昭和42年）、講談社から出版される。宮崎は同年、夫婦揃って第一回吉川英治文化賞を受賞した。1980年（昭和55年）、その後の更なる研究内容が加筆された決定版が出版された。書籍はいずれも絶版であったが、2008年（平成20年）8月に講談社より新装版が発売され、同年秋、堤幸彦監督、吉永小百合、竹中直人主演で映画化された。
「邪馬台国はどこにあったか」という、いわゆる邪馬台国論争は専門の学者らの間でしか語られていなかったが、本作がきっかけとなり、一般人にまでその論争に火が点いた。邪馬台国の位置については、畿内説と九州説の二大仮説があり、宮崎は九州説を支持していた。
九州文学同人会は「まぼろしの邪馬台国」を文学ではないとみなし、連載を拒絶する姿勢をとったが、劉のとりなしにより連載に至った。

## 現在
購読者は地方文芸誌という特性ゆえ地域的偏りが見られ、創刊時から現在に至るまで、火野、岩下、劉の出身地であり、創刊の地でもある福岡県北九州市を中心に広く読まれている。『九州文学』第2期は、1983年（昭和58年）に一旦休刊となるが、執筆陣や発行者を度々変えながら、その後も発行を続けている。福岡県内を始めとする九州・山口の各県では、新刊書店での商業流通もなされており、一般読者の購入も可能。2010年（平成22年）第4回富士正晴全国同人雑誌賞大賞受賞。
2015年（平成27年）より、福岡県北九州市に本社を置く大手ロボットメーカー安川電機主催・九州文学共催による、「安川電機九州文学賞」をスタート。大賞賞金は30万円。
2020年7月から中村弘行が代表・編集発行人となって第8期が発足した。
2021年6月、中村弘行の死去に伴い、木島丈雄が編集長となり第8期を引き継ぐ。

## 年譜
- 1936年3月 - 秋山六郎兵衛が同人誌『九州文壇』（九州文壇社）[5]を創刊[3]。
- 1937年 - 『九州文壇』廃刊、『九州文学』（第1期）創刊[3]。
- 1938年 - 『九州芸術』『文学会議』『とらんしっと』など他の同人誌と合同、『九州文学』（第2期）となる[3]。
- 1983年12月 - 『九州文学』（第5期）が第464号で休刊[3]。
- 1994年 - 高尾稔が復刊（第6期、 - 第522号）[3]。
- 2008年4月 - 波佐間義之が引き継ぎ、第7期に移行（第523号 - 第573号）[3]。
- 2020年7月 - 中村弘行が引き継ぎ、第8期に移行（第574号 - ）[3]。
- 2021年6月 - 中村弘行の死去に伴い、木島丈雄が編集長となる（第8期）。

## 関連書籍・書誌情報
《岩下俊作・直木賞候補作品》
- 第10回「富島松五郎伝」（「九州文学」1939年（昭和14年）10月号）単行本初所収・小山書店刊「富島松五郎伝」
- 第12回「辰次と由松」（「オール讀物」1940年（昭和15年）9月号）単行本初所収・新小説社刊「辰次と由松」
- 第13回「諦めとは言へど」（「オール讀物」1941年（昭和16年）6月号）単行本初所収・新小説社刊「辰次と由松」
- 第17回「西域記」（「九州文学」1940年9月号 - 1946年9月号・連載中に候補となる）

《宮崎康平》
- 『まぼろしの邪馬台国』講談社、1967年（昭和42年）1月。
- 『新版 まぼろしの邪馬台国』講談社、1980年（昭和55年）1月。
- 『新版 まぼろしの邪馬台国』講談社文庫、講談社、1982年1月。 ISBN 4-06-134148-0
- 『新装版 まぼろしの邪馬台国 第1部 白い杖の視点』講談社文庫、講談社、2008年8月。 ISBN 978-4-06-276135-2
- 『新装版 まぼろしの邪馬台国 第2部 伊都から邪馬台への道』講談社文庫、講談社、2008年8月。 ISBN 978-4-06-276136-9